# Differenzierbarkeit

Graph der differenzierbaren Funktion

Als Differenzierbarkeit bezeichnet man in der Mathematik die Eigenschaft einer Funktion, sich lokal um einen Punkt in eindeutiger Weise linear approximieren zu lassen.
Der Begriff Differenzierbarkeit ist nicht nur für reellwertige Funktionen auf der Menge der reellen Zahlen erklärt, sondern auch für Funktionen mehrerer Variablen, für komplexe Funktionen, für Abbildungen zwischen reellen oder komplexen Vektorräumen und für viele andere Typen von Funktionen und Abbildungen. Für manche Typen von Funktionen (zum Beispiel für Funktionen mehrerer Variablen) gibt es verschiedene Differenzierbarkeitsbegriffe.
Die Frage nach der Differenzierbarkeit gehört zu den Problemstellungen der Differentialrechnung, eines Teilgebiets der Analysis.

## Reellwertige Funktionen einer reellen Veränderlichen

### Definitionen

Schwarz: Graph der Funktion f
Rot: Graph der linearen Funktion g, die f in der Nähe der Stelle x_{0} approximiert

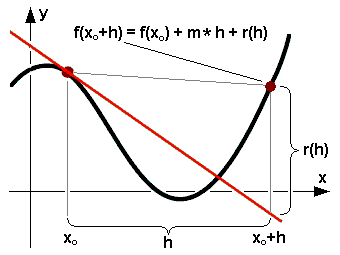
Zur 2. Definition der Differenzierbarkeit

Differenzierbare Funktionen sind genau diejenigen Funktionen, die lokal durch genau eine lineare Funktion approximierbar sind.

Im einfachsten Fall betrachtet man eine reellwertige Funktion einer reellen Variablen, also eine Funktion {\displaystyle f\colon D\to \mathbb {R} }, deren Funktionswerte reelle Zahlen sind und deren Definitionsbereich {\displaystyle D\subset \mathbb {R} } ein offenes Intervall reeller Zahlen ist. Eine solche Funktion {\displaystyle f} ist differenzierbar an einer Stelle {\displaystyle x_{0}} aus ihrem Definitionsbereich, wenn die Ableitung von {\displaystyle f} an dieser Stelle existiert. Es gibt im Wesentlichen zwei äquivalente Definitionen für die Existenz der Ableitung:
1. Definition
Eine Funktion {\displaystyle f} ist genau dann differenzierbar an der Stelle {\displaystyle x_{0}} ihres Definitionsbereichs, wenn der beidseitige Grenzwert der Differenzenquotienten
{\displaystyle \lim _{x\rightarrow x_{0}}{\frac {f(x)-f(x_{0})}{x-x_{0}}}=\lim _{h\rightarrow 0}{\frac {f(x_{0}+h)-f(x_{0})}{h}}}
existiert. Diesen Grenzwert bezeichnet man als die Ableitung von {\displaystyle f} an der Stelle {\displaystyle x_{0}}, geschrieben {\displaystyle f'(x_{0})}.
2. Definition
Eine Funktion {\displaystyle f} ist genau dann differenzierbar an der Stelle {\displaystyle x_{0}} ihres Definitionsbereichs, wenn eine reelle Zahl {\displaystyle m} (die von {\displaystyle x_{0}} abhängen darf) und eine (ebenfalls von {\displaystyle x_{0}} abhängige) Funktion {\displaystyle r} (Fehler der Approximation) mit folgenden Eigenschaften existieren:
1. {\displaystyle f(x_{0}+h)=f(x_{0})+m\cdot h+r(h)}
2. Für {\displaystyle h\to 0} geht {\displaystyle r(h)} schneller als linear gegen 0, das heißt:

{\displaystyle {\tfrac {r(h)}{h}}\to 0} für {\displaystyle h\to 0}
Die Funktion {\displaystyle f} lässt sich also in der Nähe von {\displaystyle x_{0}} durch eine lineare Funktion {\displaystyle g} mit
{\displaystyle g(x_{0}+h)=f(x_{0})+m\cdot h}
bis auf den Fehler {\displaystyle r(h)} approximieren. Den Wert {\displaystyle m} bezeichnet man als die Ableitung von {\displaystyle f} an der Stelle {\displaystyle x_{0}}.
Differenzierbare Funktionen sind damit genau diejenigen Funktionen, die sich lokal durch lineare Funktionen approximieren lassen (siehe Abbildung). Diese Definition geht auf Karl Weierstraß zurück und wird Weierstraßsche Zerlegungsformel genannt.
Eine Funktion heißt genau dann differenzierbar (ohne Einschränkung auf einen speziellen Punkt), wenn sie an jeder Stelle ihres Definitionsbereichs differenzierbar ist. Die Funktion {\displaystyle f'\colon x\mapsto f'(x)} heißt dann Ableitungsfunktion oder kurz Ableitung von {\displaystyle f}.

### Erläuterungen
Grafisch lässt sich die Eigenschaft Differenzierbarkeit so deuten, dass eine Funktion genau dann an der Stelle {\displaystyle x_{0}} differenzierbar ist, wenn im zugehörigen Punkt {\displaystyle (x_{0},f(x_{0}))} des Graphen von {\displaystyle f} genau eine Tangente existiert, die nicht senkrecht verläuft. Die Tangente ist der Graph der in der 2. Definition genannten linearen Funktion {\displaystyle g}.
Die Ableitung von {\displaystyle f} an der Stelle {\displaystyle x_{0}} ist die Steigung dieser Tangente. Die in der ersten Definition genannten Differenzenquotienten sind die Steigungen von Sekanten durch den Punkt {\displaystyle (x_{0},f(x_{0}))} und einen anderen Kurvenpunkt {\displaystyle (x,f(x))}. Die Funktion {\displaystyle f} ist also an der Stelle {\displaystyle x_{0}} differenzierbar, wenn die Steigungen dieser Sekanten beim Grenzübergang {\displaystyle x\to x_{0}} gegen die Steigung der Tangente konvergieren.
Aus Differenzierbarkeit folgt Stetigkeit: Jede an einer Stelle differenzierbare Funktion ist dort auch stetig. Jede auf ihrem Definitionsbereich differenzierbare Funktion ist stetig. Die Umkehrung gilt nicht. Die unten angeführten nicht differenzierbaren Funktionen sind alle stetig.

### Beispiele für differenzierbare Funktionen
Aus den Ableitungsregeln folgt:
- Jede Funktion, die sich durch ein Polynom darstellen lässt, ist differenzierbar.
- Summen, Produkte und Quotienten von differenzierbaren Funktionen sind differenzierbar.
- Verkettungen von differenzierbaren Funktionen sind differenzierbar.
- Die Umkehrfunktion {\displaystyle f^{-1}} einer bijektiven differenzierbaren Funktion {\displaystyle f} ist genau dann an der Stelle {\displaystyle y_{0}=f(x_{0})} differenzierbar, wenn {\displaystyle f^{\prime }(x_{0})\neq 0} ist.
- die Parabelfunktion {\displaystyle f(x)=x^{2}} ist für alle {\displaystyle x\in \mathbb {R} } differenzierbar. Sei {\displaystyle x_{0}\in \mathbb {R} } dann ist

{\displaystyle \lim _{h\rightarrow 0}{\frac {f(x_{0}+h)-f(x_{0})}{h}}=\lim _{h\rightarrow 0}{\frac {(x_{0}+h)^{2}-x_{0}^{2}}{h}}=\lim _{h\rightarrow 0}{\frac {2x_{0}h+h^{2}}{h}}=\lim _{h\rightarrow 0}(2x_{0}+h)=2x_{0}}
und ihre Ableitung ist {\displaystyle f'(x)=2x}.
Aus den Grenzwertsätzen für Potenzreihen folgt:
- Jede Funktion, die lokal durch eine Potenzreihe dargestellt werden kann, ist differenzierbar.

### Beispiele für nicht differenzierbare Funktionen

Die Heaviside-Funktion ist an der Stelle 0 nicht stetig und deshalb auch nicht differenzierbar. Im Sinne von Distributionen wird die Dirac-Distribution als Ableitung der Heaviside-Funktion betrachtet.

Da jede differenzierbare Funktion stetig ist, ist umgekehrt jede unstetige Funktion (zum Beispiel eine Treppenfunktion oder die Dirichlet-Funktion) ein Beispiel für eine nicht differenzierbare Funktion. Es gibt aber auch Funktionen, die zwar stetig sind, aber nicht oder nicht überall differenzierbar.

#### Wurzelfunktion

Graph der Wurzelfunktion

Die Wurzelfunktion {\displaystyle f\colon [0,\infty )\to \mathbb {R} }, {\displaystyle f(x)={\sqrt {x}}} ist an der Stelle {\displaystyle x_{0}=0} nicht differenzierbar.
Der Differenzenquotient
{\displaystyle {\frac {{\sqrt {x}}-{\sqrt {0}}}{x-0}}={\frac {\sqrt {x}}{x}}={\frac {1}{\sqrt {x}}}}
strebt für {\displaystyle x\to 0} gegen unendlich, konvergiert also nicht.
Der Graph der Funktion hat an der Stelle {\displaystyle x_{0}} zwar eine Tangente, diese verläuft aber vertikal und besitzt deshalb keine Steigung.

#### Betragsfunktion

Funktionsgraph und Graph der Ableitung von

Die Betragsfunktion {\displaystyle f(x)=|x|} ist an der Stelle {\displaystyle 0} nicht differenzierbar.
Für {\displaystyle x>0} ist {\displaystyle f(x)=x} und damit
{\displaystyle \lim _{x\searrow 0}{\frac {f(x)-f(0)}{x-0}}=\lim _{x\searrow 0}{\frac {x-0}{x-0}}=1}.
Für {\displaystyle x<0} ist dagegen {\displaystyle f(x)=-x} und folglich
{\displaystyle \lim _{x\nearrow 0}{\frac {f(x)-f(0)}{x-0}}=\lim _{x\nearrow 0}{\frac {-x-0}{x-0}}=-1}.
Da der links- und der rechtsseitige Grenzwert nicht übereinstimmen, existiert der Grenzwert nicht. Die Funktion {\displaystyle f} ist somit an der betrachteten Stelle nicht differenzierbar.
Es existieren an der Stelle {\displaystyle 0} jedoch die rechtsseitige Ableitung
{\displaystyle f'_{+}(0)=\lim _{x\searrow 0}{\frac {f(x)-f(0)}{x-0}}=\lim _{x\searrow 0}{\frac {x-0}{x-0}}=1}
und die linksseitige Ableitung
{\displaystyle f'_{-}(0)=\lim _{x\nearrow 0}{\frac {f(x)-f(0)}{x-0}}=\lim _{x\nearrow 0}{\frac {-x-0}{x-0}}=-1}.
Der Funktionsgraph hat an der Stelle {\displaystyle 0} einen Knick. Es gibt sozusagen eine linksseitige Tangente mit Steigung {\displaystyle -1} und eine rechtsseitige mit Steigung {\displaystyle +1}. Zu jeder Steigung zwischen {\displaystyle -1} und {\displaystyle +1} gibt es eine Gerade, die den Funktionsgraph im Punkt {\displaystyle (0,0)} „berührt“, aber sich nicht „anschmiegt“.
Dies ist ein typisches Verhalten für abschnittsweise definierte Funktionen, wo an den Nahtstellen zwar die Funktionswerte zusammenpassen, aber nicht die Ableitungen. Die Graphen von differenzierbaren Funktionen haben demgegenüber keine Knicke.

#### Ein drittes Beispiel
Die Funktion
{\displaystyle f(x)={\begin{cases}x\sin \left({\tfrac {1}{x}}\right)&x\neq 0\\0&x=0\end{cases}}}

Graph der Funktion mit für und.

ist an der Stelle 0 stetig, aber nicht differenzierbar (aber überall sonst).
Für den Differenzenquotient an der Stelle 0 gilt
{\displaystyle {\frac {f(x)-f(0)}{x-0}}={\frac {x\sin \left({\tfrac {1}{x}}\right)-0}{x-0}}=\sin \left({\tfrac {1}{x}}\right).}
Der Limes für {\displaystyle x\to 0} existiert nicht. Es existieren auch keine einseitigen Grenzwerte. Vielmehr pendelt der Differenzenquotient, wenn {\displaystyle x} gegen 0 geht, unendlich oft zwischen den Werten −1 und 1 und nimmt dabei jeden Zwischenwert unendlich oft an.

#### Weierstraß-Funktion

Graph einer reellen Weierstraß-Funktion im Intervall. Sie ist stetig, aber nirgends differenzierbar.

Die nach ihrem Entdecker benannte Weierstraß-Funktion
{\displaystyle f(x)=\sum _{k=1}^{\infty }{\frac {2^{k}\sin(2^{k}x)}{3^{k}}}}
ist überall stetig, aber nirgends differenzierbar.

#### Wiener-Prozess

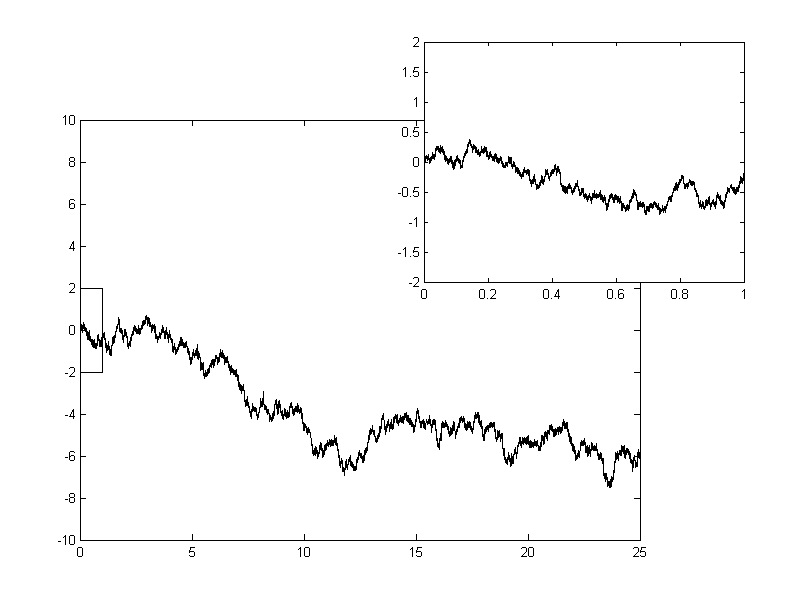
Pfad eines Wienerprozesses

Weitere Beispiele liefert die mathematische Brownsche Bewegung:
Fast jeder Pfad eines Wiener-Prozesses ist als Funktion {\displaystyle X_{\cdot }(\omega )\colon \mathbb {R} \to \mathbb {R} ,\ t\mapsto X_{t}(\omega )} stetig, aber nirgends differenzierbar.

### Stetige Differenzierbarkeit und höhere Ableitungen

Beispiel einer nicht stetig differenzierbaren Funktion

Die Funktion mit für und ist differenzierbar, aber nicht stetig differenzierbar

Eine Funktion heißt stetig differenzierbar, wenn sie differenzierbar ist und ihre Ableitung stetig ist. Selbst wenn eine Funktion überall differenzierbar ist, muss die Ableitung nicht stetig sein. Zum Beispiel ist die Funktion
{\displaystyle f(x)={\begin{cases}x^{2}\cos \left({\frac {1}{x}}\right)&x\neq 0\\0&x=0\end{cases}}}
an jeder Stelle, inklusive {\displaystyle x=0}, differenzierbar, weil
{\displaystyle f'(0)=\lim _{h\to 0}{\frac {h^{2}\cos \left({\tfrac {1}{h}}\right)-0}{h}}=0.}
Die Ableitung
{\displaystyle f'(x)={\begin{cases}2x\cos \left({\frac {1}{x}}\right)+\sin \left({\frac {1}{x}}\right)&x\neq 0\\0&x=0\end{cases}}}
ist aber an der Stelle 0 nicht stetig.
Eine Funktion {\displaystyle f} heißt zweimal differenzierbar, wenn ihre Ableitungsfunktion {\displaystyle f'} differenzierbar ist. Entsprechend wird dreimal, viermal, …, {\displaystyle k}-mal differenzierbar definiert. Die höheren Ableitungen werden mit {\displaystyle f''}, {\displaystyle f'''}, {\displaystyle f^{(4)}}, …, {\displaystyle f^{(k)}} bezeichnet.
Da aus der Differenzierbarkeit einer Funktion die Stetigkeit folgt, sind bei einer zweimal differenzierbaren Funktion die Funktion {\displaystyle f} selbst und die erste Ableitung {\displaystyle f'} automatisch stetig. Die zweite Ableitung {\displaystyle f''} braucht jedoch nicht stetig zu sein. Entsprechend sind bei einer {\displaystyle k}-mal differenzierbaren Funktion die Funktion selbst und alle Ableitungen {\displaystyle f'}, {\displaystyle f''}, … bis zur {\displaystyle (k-1)}-ten Ableitung {\displaystyle f^{(k-1)}} stetig. Für die {\displaystyle k}-te Ableitung {\displaystyle f^{(k)}} braucht dies jedoch nicht zu gelten. Ist diese auch stetig, so nennt man {\displaystyle f} {\displaystyle k}-mal stetig differenzierbar. Sind alle Ableitungen wieder differenzierbar, so nennt man die Funktion unendlich oft differenzierbar oder glatt.
Die Menge aller {\displaystyle k}-mal stetig differenzierbaren Funktionen mit der Definitionsmenge {\displaystyle D} bezeichnet man als {\displaystyle C^{k}(D)}. Die Menge der unendlich oft differenzierbaren Funktionen heißt {\displaystyle C^{\infty }(D)}. Eine {\displaystyle k}-mal stetig differenzierbare Funktion nennt man daher auch Funktion der Differentiationsklasse {\displaystyle C^{k}}, kurz: Funktion der Klasse {\displaystyle C^{k}} oder {\displaystyle C^{k}}-Funktion. Eine unendlich oft differenzierbare Funktion heißt entsprechend Funktion der (Differentiations-)Klasse {\displaystyle C^{\infty }} oder {\displaystyle C^{\infty }}-Funktion.
Die Funktion
{\displaystyle f(x)=x\cdot |x|={\begin{cases}-x^{2}&x<0\\\ \ x^{2}&x\geq 0\end{cases}}}
ist differenzierbar, ihre Ableitung ist die Funktion {\displaystyle f'(x)=2\,|x|}, die stetig, aber an der Stelle 0 nicht differenzierbar ist. Die Funktion {\displaystyle f} ist also stetig differenzierbar, aber an der Stelle 0 nicht zweimal differenzierbar.
Entsprechend ist die Funktion
{\displaystyle f(x)=x^{k-1}\cdot |x|={\begin{cases}-x^{k}&x<0\\\ \ x^{k}&x\geq 0\end{cases}}}
{\displaystyle (k-1)}-mal stetig differenzierbar, aber an der Stelle 0 nicht {\displaystyle k}-mal differenzierbar.

## Komplexe Funktionen
Für komplexe Funktionen, also komplexwertige Funktionen einer komplexen Variablen, definiert man Differenzierbarkeit ganz analog zu reellen Funktionen.
Es sei {\displaystyle U\subset \mathbb {C} } eine offene Teilmenge der komplexen Ebene und {\displaystyle z_{0}\in U} ein Punkt dieser Teilmenge. Eine Funktion {\displaystyle f\colon U\rightarrow \mathbb {C} } heißt komplex differenzierbar im Punkt {\displaystyle z_{0}}, falls der Grenzwert
{\displaystyle \lim _{h\rightarrow 0}{\frac {f(z_{0}+h)-f(z_{0})}{h}}=\lim _{z\rightarrow z_{0}}{\frac {f(z)-f(z_{0})}{z-z_{0}}}}
existiert. In diesem Fall bezeichnet man diesen Grenzwert als {\displaystyle f'(z_{0})}.
Eine Funktion {\displaystyle f} heißt holomorph im Punkt {\displaystyle z_{0}}, falls eine Umgebung von {\displaystyle z_{0}} existiert, in der {\displaystyle f} komplex differenzierbar ist.
Holomorphe Funktionen sind automatisch unendlich oft komplex differenzierbar und sogar analytisch.

## Reellwertige Funktionen mehrerer Variablen
Für Funktionen mehrerer Veränderlicher, also Funktionen, die auf offenen Teilmengen des euklidischen Raums definiert sind, gibt es mehrere verschieden starke Begriffe der Differenzierbarkeit.
Im Folgenden sei {\displaystyle U\subset \mathbb {R} ^{n}} eine offene Menge. Die Elemente des {\displaystyle \mathbb {R} ^{n}} können als {\displaystyle n}-Tupel {\displaystyle x=(x_{1},\dots ,x_{n})} geschrieben werden.
Weiter sei eine Funktion {\displaystyle f\colon U\to \mathbb {R} } gegeben. Wir betrachten einen festen Punkt {\displaystyle a=(a_{1},\dots ,a_{n})\in U} und betrachten Differenzierbarkeit im Punkt {\displaystyle a}.

### Partielle Differenzierbarkeit
Dies ist der schwächste Differenzierbarkeitsbegriff.
Die Funktion {\displaystyle f} heißt partiell differenzierbar am Punkt {\displaystyle a} in Richtung {\displaystyle x_{i}}, falls die partielle Ableitung
{\displaystyle {\frac {\partial f}{\partial x_{i}}}(a)=\lim _{h\to 0}{\frac {f(a_{1},\dots ,a_{i-1},a_{i}+h,a_{i+1},\dots ,a_{n})-f(a)}{h}}}
existiert. Man betrachtet also alle Variablen bis auf {\displaystyle x_{i}} als konstant und betrachtet die so erhaltene Funktion einer Veränderlichen.
Die Funktion {\displaystyle f} heißt partiell differenzierbar, wenn in jedem Punkt die partiellen Ableitungen in allen Richtungen existieren.
Sie heißt stetig partiell differenzierbar, falls alle partiellen Ableitungen stetige Funktionen von {\displaystyle U\subset \mathbb {R} ^{n}} nach {\displaystyle \mathbb {R} } sind.
Aus partieller Differenzierbarkeit folgt nicht die Stetigkeit der Funktion, sondern nur die Stetigkeit der Funktion in Richtung der Koordinatenachsen.

### Richtungsableitung
Ist {\displaystyle v\in \mathbb {R} ^{n}} ein Einheitsvektor, so ist die (beidseitige) Richtungsableitung von {\displaystyle f} in Richtung {\displaystyle v} an der Stelle {\displaystyle a} definiert als
{\displaystyle D_{v}f(a)=\lim _{h\to 0}{\frac {f(a+hv)-f(a)}{h}}}.
Betrachtet man nur positive {\displaystyle h}, so erhält man die einseitige Richtungsableitung
{\displaystyle D_{v}^{+}f(a)=\lim _{h\searrow 0}{\frac {f(a+hv)-f(a)}{h}}}.
Die Funktion {\displaystyle f} heißt (einseitig) differenzierbar in Richtung von {\displaystyle v}, falls die (einseitige) Richtungsableitung von {\displaystyle f} in Richtung {\displaystyle v} existiert.
Die Richtungsableitungen in Richtung der Einheitsvektoren der Standardbasis sind gerade die partiellen Ableitungen
{\displaystyle {\frac {\partial f}{\partial x_{i}}}(a)=D_{e_{i}}f(a)}.

### Totale Differenzierbarkeit
Die Funktion {\displaystyle f} heißt total differenzierbar im Punkt {\displaystyle a}, falls eine lineare Abbildung {\displaystyle L\colon \mathbb {R} ^{n}\to \mathbb {R} } und eine Funktion {\displaystyle r} existieren, so dass sich {\displaystyle f} bis auf den Fehler {\displaystyle r} durch {\displaystyle L} approximieren lässt,
{\displaystyle f(a+v)=f(a)+Lv+r(v),}
und {\displaystyle r} von höherer als erster Ordnung gegen 0 geht, das heißt {\displaystyle {\tfrac {r(v)}{\|v\|}}\to 0} für {\displaystyle \|v\|\to 0}.
Die lineare Abbildung {\displaystyle L} heißt totale Ableitung von {\displaystyle f} im Punkt {\displaystyle a}.
Sie wird mit {\displaystyle Df(a)} bezeichnet. Die Matrixdarstellung bezüglich der Standardbasis heißt Jacobi-Matrix und wird mit {\displaystyle J_{f}(a)} oder auch {\displaystyle Df(a)} bezeichnet.
Die Funktion {\displaystyle f} heißt total differenzierbar, falls sie in jedem Punkt total differenzierbar ist.
Eine total differenzierbare Funktion ist auch stetig.
In der neueren mathematischen Literatur spricht man statt von totaler Differenzierbarkeit meist einfach von Differenzierbarkeit. Die totale Ableitung wird auch Differential genannt.

### Zusammenhänge zwischen den verschiedenen Differenzierbarkeitsbegriffen
- Ist {\displaystyle f} beidseitig differenzierbar in jede Richtung, so ist {\displaystyle f} insbesondere partiell differenzierbar.
- Ist {\displaystyle f} total differenzierbar, so ist {\displaystyle f} differenzierbar in jede Richtung (also insbesondere auch partiell differenzierbar). Die Einträge der Jacobi-Matrix sind die partiellen Ableitungen
{\displaystyle J_{f}(a)=\left({\frac {\partial f}{\partial x_{1}}}(a)\quad \dots \quad {\frac {\partial f}{\partial x_{n}}}(a)\right)}.

Man erhält die Richtungsableitung in Richtung {\displaystyle v=(v_{1},\dots ,v_{n})}, indem man die totale Ableitung (eine lineare Abbildung) auf den Vektor {\displaystyle v} anwendet.
{\displaystyle D_{v}f(a)=Df(a)\,v=\sum _{i=1}^{n}{\frac {\partial f}{\partial x_{i}}}(a)\,v_{i}}
Die Umkehrungen gelten nicht:
- Aus der partiellen Differenzierbarkeit folgt weder die totale Differenzierbarkeit noch die beidseitige oder einseitige Differenzierbarkeit in Richtungen, die keine Koordinatenrichtungen sind.
- Auch aus der beidseitigen Differenzierbarkeit in alle Richtungen folgt nicht totale Differenzierbarkeit. Selbst dann nicht, wenn der Kandidat für die totale Ableitung, die Abbildung {\displaystyle v\in \mathbb {R} ^{n}\mapsto D_{v}f(a)}, linear ist.

Anders ist es, wenn man nicht nur die Existenz, sondern auch die Stetigkeit der partiellen Ableitungen voraussetzt.
- Ist {\displaystyle f} stetig partiell differenzierbar, so ist {\displaystyle f} auch total differenzierbar.

Man nennt stetig partiell differenzierbare Funktionen deshalb auch einfach stetig differenzierbar.
Auch hier gilt die Umkehrung nicht:
- Aus totaler Differenzierbarkeit folgt nicht die Stetigkeit der partiellen Ableitungen.

Insgesamt gilt somit:
stetige partielle Differenzierbarkeit ⇒ totale Differenzierbarkeit ⇒ Differenzierbarkeit in jede Richtung ⇒ partielle Differenzierbarkeit,
es gilt jedoch keine der Umkehrungen.

### Beispiele
- Jede Funktion, die sich als Polynom in den Variablen {\displaystyle x_{1},\dots ,x_{n}} darstellen lässt, ist stetig differenzierbar.
- Summen, Produkte, Quotienten und Verkettungen von stetig differenzierbaren Funktionen sind stetig differenzierbar.

### Gegenbeispiele
Alle Gegenbeispiele sind Funktionen auf dem {\displaystyle \mathbb {R} ^{2}}. Die Koordinaten werden mit {\displaystyle x} und {\displaystyle y} bezeichnet statt mit {\displaystyle x_{1}} und {\displaystyle x_{2}}. Von Interesse ist hier nur die Differenzierbarkeit und Stetigkeit am Ursprung {\displaystyle (0,0)}. Überall sonst sind die Funktionen stetig differenzierbar.

#### Partiell differenzierbar, aber nicht stetig und nicht alle Richtungsableitungen
Die Funktion
{\displaystyle f_{1}(x,y)={\begin{cases}{\dfrac {2xy}{x^{2}+y^{2}}}&(x,y)\neq (0,0)\\0&(x,y)=(0,0)\end{cases}}}

Graph der Funktion

Graph der Funktion

ist an der Stelle (0,0) partiell differenzierbar. Auf den Koordinatenachsen hat die Funktion konstant den Wert 0, das heißt für alle {\displaystyle x} und {\displaystyle y} gilt
{\displaystyle f_{1}(x,0)=f_{1}(0,y)=0}.
Daraus folgt
{\displaystyle {\frac {\partial f_{1}}{\partial x}}(0,0)={\frac {\partial f_{1}}{\partial y}}(0,0)=0}.
Die Funktion ist jedoch bei (0,0) nicht stetig.
Auf der ersten Winkelhalbierenden (mit Ausnahme des Ursprungs) hat {\displaystyle f_{1}} konstant den Wert eins ({\displaystyle f_{1}(t,t)=1}).
Nähert man sich dem Ursprung auf der ersten Winkelhalbierenden, so streben die Funktionswerte also gegen 1.
Die Richtungsableitung in andere Richtungen als die der Koordinatenachsen existieren nicht.
Die Funktion
{\displaystyle f_{2}(x,y)={\begin{cases}{\dfrac {2xy}{\sqrt {x^{2}+y^{2}}}}&(x,y)\neq (0,0)\\0&(x,y)=(0,0)\end{cases}}}
ist an der Stelle (0,0) partiell differenzierbar und stetig. Alle einseitigen Richtungsableitungen existieren, aber außer in die Koordinatenrichtungen nicht die beidseitigen.

#### Einseitige, aber keine beidseitigen Richtungsableitungen
Die euklidische Norm
{\displaystyle f_{3}(x,y)={\sqrt {x^{2}+y^{2}}}}

Graph der Funktion

verallgemeinert die Betragsfunktion. Sie ist überall stetig.
Für jeden Einheitsvektor {\displaystyle v=(v_{1},v_{2})\in \mathbb {R} ^{2}} existiert die einseitige Richtungsableitung von {\displaystyle f_{3}} in {\displaystyle (0,0)} und es gilt
{\displaystyle D_{v}^{+}f_{3}(0,0)=\lim _{h\searrow 0}{\frac {\sqrt {(hv_{1})^{2}+(hv_{2})^{2}}}{h}}=\lim _{h\searrow 0}{\frac {|h|}{h}}{\sqrt {v_{1}^{2}+v_{2}^{2}}}=\lim _{h\searrow 0}{\frac {|h|}{h}}=1}
Der Grenzwert existiert nur einseitig, also existieren die beidseitigen Richtungsableitungen nicht.
Insbesondere ist die Funktion auch nicht partiell differenzierbar.

#### Alle Richtungsableitungen existieren, aber definieren keine lineare Abbildung
{\displaystyle f_{4}(x,y)={\begin{cases}{\dfrac {3x^{2}y-y^{3}}{x^{2}+y^{2}}}&(x,y)\neq (0,0)\\0&(x,y)=(0,0)\end{cases}}}

Graph der Funktion

Hier existieren alle Richtungsableitungen, für die partiellen Ableitungen gilt
{\displaystyle {\frac {\partial f_{4}}{\partial x}}(0,0)=0,\ {\frac {\partial f_{4}}{\partial y}}(0,0)=-1.}
Die Abbildung {\displaystyle v\mapsto D_{v}f_{4}(0,0)} ist jedoch nicht linear.
Für den Einheitsvektor {\displaystyle v=\left({\tfrac {1}{2}},{\tfrac {\sqrt {3}}{2}}\right)} gilt
{\displaystyle D_{\left({\tfrac {1}{2}},{\tfrac {\sqrt {3}}{2}}\right)}f_{4}(0,0)=0,}
während
{\displaystyle {\frac {\partial f_{4}}{\partial x}}(0,0)\cdot {\frac {1}{2}}+{\frac {\partial f_{4}}{\partial y}}(0,0)\cdot {\frac {\sqrt {3}}{2}}=-{\frac {\sqrt {3}}{2}}.}

#### Alle Richtungsableitungen existieren und definieren eine lineare Abbildung, aber nicht total differenzierbar
{\displaystyle f_{5}(x,y)={\begin{cases}{\dfrac {xy^{3}}{x^{2}+y^{4}}}&(x,y)\neq (0,0)\\0&(x,y)=(0,0)\end{cases}}}

Graph der Funktion

Hier existieren alle Richtungsableitungen, für jeden Vektor {\displaystyle v\in \mathbb {R} ^{2}} gilt
{\displaystyle D_{v}f_{5}(0,0)=0}.
Insbesondere ist {\displaystyle f_{5}} partiell differenzierbar mit
{\displaystyle {\frac {\partial f_{5}}{\partial x}}(0,0)={\frac {\partial f_{5}}{\partial y}}(0,0)=0}
und die Abbildung
{\displaystyle v\mapsto D_{v}f_{5}(0,0)=0}
ist die Nullabbildung, also trivialerweise linear.
Die Funktion ist auch stetig.
Sie ist jedoch an der Stelle (0,0) nicht total differenzierbar.
Wäre sie es, so wäre {\displaystyle L=Df(0,0)} die Nullabbildung und für jeden Vektor {\displaystyle v=(v_{1},v_{2})} gälte
{\displaystyle f_{5}(v_{1},v_{2})=f_{5}(0,0)+L(v_{1},v_{2})+r(v_{1},v_{2})=0+0+r(v_{1},v_{2})}.
Für das Fehlerglied {\displaystyle r(v)=r(v_{1},v_{2})} gälte also
{\displaystyle r(v_{1},v_{2})={\frac {v_{1}v_{2}^{3}}{v_{1}^{2}+v_{2}^{4}}}}.
Setzt man {\displaystyle v_{1}=h^{2}} und {\displaystyle v_{2}=h} mit {\displaystyle h>0}, so erhält man
{\displaystyle r(v)={\frac {h^{2}h^{3}}{h^{4}+h^{4}}}={\frac {h}{2}}} und {\displaystyle \|v\|={\sqrt {h^{4}+h^{2}}}=h{\sqrt {1+h^{2}}}}, also {\displaystyle {\frac {r(v)}{\|v\|}}={\frac {1}{2{\sqrt {1+h^{2}}}}}}.
Für {\displaystyle h} gegen 0 geht dieser Term gegen {\displaystyle {\tfrac {1}{2}}} statt gegen 0.

#### Total differenzierbar, aber nicht stetig partiell differenzierbar
Diese Funktion ist der entsprechenden Beispielfunktion einer Variablen nachgebildet, der Nachweis verläuft im Prinzip genauso wie dort.
{\displaystyle f_{6}(x,y)={\begin{cases}(x^{2}+y^{2})\sin {\dfrac {1}{x^{2}+y^{2}}}&(x,y)\neq (0,0)\\0&(x,y)=(0,0)\end{cases}}}
Die Funktion ist an der Stelle (0,0) total differenzierbar, die Ableitung ist die Nullfunktion.
Nähert man sich dem Nullpunkt, so divergieren jedoch die partiellen Ableitungen, zum Beispiel geht der Betrag von
{\displaystyle {\frac {\partial f_{6}}{\partial x}}(x,0)=2x\sin {\dfrac {1}{x^{2}}}-{\frac {2}{x}}\cos {\dfrac {1}{x^{2}}}}
gegen unendlich für {\displaystyle x} gegen 0.

## Abbildungen zwischen endlichdimensionalen Vektorräumen
Eine Abbildung {\displaystyle F} von einer offenen Menge {\displaystyle U\subset \mathbb {R} ^{n}} in den Vektorraum {\displaystyle \mathbb {R} ^{m}} lässt sich durch ihre Komponentenfunktionen darstellen:
{\displaystyle F(x)=\left(f_{1}(x),\dots ,f_{m}(x)\right)} mit {\displaystyle f_{i}\colon U\to \mathbb {R} } für {\displaystyle i=1,\dots ,m}.
Differenzierbarkeit von {\displaystyle F} lässt sich dann auf Differenzierbarkeit der {\displaystyle f_{i}} zurückführen.
{\displaystyle F} ist (im Punkt {\displaystyle a\in U}) genau dann partiell differenzierbar (differenzierbar in Richtung des Vektors {\displaystyle v}, total differenzierbar, stetig partiell differenzierbar), wenn alle Komponentenfunktionen {\displaystyle f_{1},\dots ,f_{m}} diese Eigenschaft haben.
Ist {\displaystyle F} im Punkt {\displaystyle a} total differenzierbar, so ist {\displaystyle DF(a)} eine lineare Abbildung von {\displaystyle \mathbb {R} ^{n}} nach {\displaystyle \mathbb {R} ^{m}}. Ihre Darstellungsmatrix, die Jacobi-Matrix, besteht aus den partiellen Ableitungen
{\displaystyle J_{F}(a)={\begin{pmatrix}{\frac {\partial f_{1}}{\partial x_{1}}}&\dots &{\frac {\partial f_{1}}{\partial x_{n}}}\\\vdots &&\vdots \\{\frac {\partial f_{m}}{\partial x_{1}}}&\dots &{\frac {\partial f_{m}}{\partial x_{n}}}\end{pmatrix}}}
und die Richtungsableitung von {\displaystyle F} im Punkt {\displaystyle a} in Richtung {\displaystyle v} ist das Bild des Vektors {\displaystyle v} unter der linearen Abbildung {\displaystyle DF(a)}.

## Funktionen und Abbildungen auf unendlichdimensionalen Vektorräumen
Auf unendlichdimensionalen Vektorräumen gibt es keine Koordinaten, deshalb gibt es keine partielle Differenzierbarkeit.
Die Begriffe Richtungsableitung und totale Differenzierbarkeit lassen sich jedoch auf unendlichdimensionale Vektorräume verallgemeinern. Dabei spielt im Gegensatz zum Endlichdimensionalen die Topologie auf den Vektorräumen eine wichtige Rolle.
Typische Beispiel für unendlichdimensionale Vektorräume sind Funktionenräume, also Vektorräume, deren „Vektoren“ Funktionen sind. Zur Unterscheidung nennt man die auf diesen Vektorräume definierten Funktionen Funktionale und nennt Abbildungen zwischen solchen Vektorräumen Operatoren.

### Gâteaux-Differenzierbarkeit
Der Richtungsableitung entspricht die Gâteaux-Ableitung.
Gegeben sei ein normierter Vektorraum {\displaystyle V} (das heißt ein (typischerweise unendlichdimensionaler) Vektorraum zusammen mit einer Norm {\displaystyle \|\cdot \|}), eine offene Teilmenge {\displaystyle U\subset V} und ein Funktional {\displaystyle F\colon U\to \mathbb {R} }.
Die Gâteaux-Ableitung von {\displaystyle F} an einem „Punkt“ {\displaystyle a\in U} in Richtung eines Vektors {\displaystyle v\in V} ist dann gegeben durch
{\displaystyle \delta F(a,v)=\lim _{\tau \to 0}{\frac {F(a+\tau \,v)-F(a)}{\tau }}=\left.{\frac {\mathrm {d} }{\mathrm {d} \tau }}F(a+\tau \,v)\right|_{\tau =0}},
falls der Grenzwert existiert.
Falls die Gâteaux-Ableitung für jedes {\displaystyle v\in V} existiert, dann
ist eine Abbildung {\displaystyle \delta F(a)\colon V\to \mathbb {R} }, {\displaystyle v\mapsto \delta F(a,v)} erklärt.
Aus der Definition folgt sofort, dass diese Abbildung positiv homogen ist, also {\displaystyle \delta F(a,\lambda v)=\lambda \delta F(a,v)} für alle {\displaystyle \lambda >0}.
Wie im Endlichdimensionalen folgt aus der Existenz aller Richtungsableitungen nicht, dass {\displaystyle \delta F(a)} additiv und damit linear ist.
Auch wenn die Abbildung linear ist, folgt nicht, dass sie stetig ist.
Für den Begriff Gâteaux-Differenzierbarkeit gibt es mehrere nicht verträgliche Konventionen:
Manche Autoren nennen ein Funktional {\displaystyle F} Gâteaux-differenzierbar im Punkt {\displaystyle a}, falls alle {\displaystyle \delta F(a,v)} existieren, und bezeichnen dann die Abbildung
{\displaystyle \delta F(a)} als Gateaux-Ableitung von {\displaystyle F} im Punkt {\displaystyle a}.
Andere fordern zusätzlich, dass {\displaystyle \delta F(a)} linear und stetig ist.
Ganz analog definiert man Gâteaux-Differenzierbarkeit und Gâteaux-Ableitung für Operatoren {\displaystyle F} von einem normierten Vektorraum {\displaystyle V} in einen andern normierten Vektorraum {\displaystyle W} (typischerweise ein Banachraum). Die in der Definition der Gâteaux-Ableitung geforderte Konvergenz versteht sich dann im Sinne der Norm von {\displaystyle W}. Entsprechendes gilt für die Stetigkeit von {\displaystyle \delta F(a)\colon V\to W}.

### Fréchet-Differenzierbarkeit
Der totalen Differenzierbarkeit im Endlichdimensionalen entspricht bei unendlichdimensionalen Vektorräumen die Fréchet-Differenzierbarkeit.
Gegeben seien Banachräume {\displaystyle V} und {\displaystyle W}, eine offene Teilmenge {\displaystyle U\subset V}, eine Abbildung {\displaystyle F\colon U\to W} und ein Punkt {\displaystyle a\in U}.
Die Abbildung {\displaystyle F} heißt Fréchet-differenzierbar, wenn eine beschränkte (also stetige) lineare Abbildung {\displaystyle L\colon V\to W} und eine Abbildung {\displaystyle r\colon U\to W} existieren, sodass für alle {\displaystyle h\in V} mit {\displaystyle a+h\in U} gilt
{\displaystyle F(a+h)=F(a)+L\,h+r(h)}
und
{\displaystyle \lim _{\Vert h\Vert \to 0}{\frac {\|r(h)\|}{\Vert h\Vert }}=0.}
Dabei steht im Zähler die Norm von {\displaystyle W}, im Nenner die von {\displaystyle V}.
Der lineare Operator {\displaystyle L\colon V\to W} heißt in diesem Fall Fréchet-Ableitung von {\displaystyle F} an der Stelle {\displaystyle a}.

### Zusammenhänge
Wie im Endlichdimensionalen ist jede Fréchet-differenzierbare Abbildung {\displaystyle F} auch Gâteaux-differenzierbar und die Gâteaux-Ableitung stimmt mit der Fréchet-Ableitung überein.
Umgekehrt braucht {\displaystyle F} im Punkt {\displaystyle a} selbst dann nicht Fréchet-differenzierbar zu sein, wenn die Gâteaux-Ableitung {\displaystyle \delta F(a)} linear und stetig ist.

## Differenzierbare Abbildungen zwischen differenzierbaren Mannigfaltigkeiten
Die Differenzierbarkeit von Abbildungen zwischen differenzierbaren Mannigfaltigkeiten wird auf die Differenzierbarkeit ihrer Kartendarstellungen zurückgeführt. Dabei muss Stetigkeit schon vorausgesetzt werden.
Es seien {\displaystyle M} und {\displaystyle N} differenzierbare Mannigfaltigkeiten der Dimensionen {\displaystyle m} bzw. {\displaystyle n} und der Differenzierbarkeitsklasse {\displaystyle C^{r}} und es sei {\displaystyle F\colon M\to N} eine stetige Abbildung.
Zu jedem Punkt {\displaystyle p\in M} existiert dann eine Karte {\displaystyle (U,\phi )} von {\displaystyle M} um {\displaystyle p}, das heißt eine offene Umgebung {\displaystyle U\subset M}, die {\displaystyle p} enthält, und ein auf {\displaystyle U} definierter Homöomorphismus {\displaystyle \phi \colon U\to \phi (U)\subset \mathbb {R} ^{m}} auf eine offene Teilmenge des {\displaystyle \mathbb {R} ^{m}}. Genauso existiert auch eine Karte {\displaystyle (V,\psi )} von {\displaystyle N} um den Bildpunkt {\displaystyle f(p)\in N}.
Da {\displaystyle F} stetig ist, können die Karten so gewählt werden, dass {\displaystyle F(U)} ganz in {\displaystyle V} liegt. Unter der Kartendarstellung von {\displaystyle F} bezüglich dieser Karten versteht man dann die Abbildung
{\displaystyle \psi \circ F\circ \phi ^{-1}\colon \phi (U)\to \psi (V)}
Dies ist eine Abbildung von der offenen Teilmenge {\displaystyle \phi (U)} des {\displaystyle \mathbb {R} ^{m}} in die offene Teilmenge {\displaystyle \psi (V)} des {\displaystyle \mathbb {R} ^{n}}.
Die Abbildung {\displaystyle F} heißt stetig differenzierbar, falls sie stetig ist und ihre Kartendarstellungen stetig differenzierbar sind. Sie heißt {\displaystyle k}-mal stetig differenzierbar (für {\displaystyle k\leq r}), oder von der Klasse {\displaystyle C^{k}}, falls ihre Kartendarstellungen {\displaystyle k}-mal stetig differenzierbar.
Die Differenzierbarkeit hängt nicht von der Wahl der Karten ab (solange {\displaystyle k\leq r} ist), da die Kartenwechselabbildungen {\displaystyle C^{r}}-Diffeomorphismen sind.
Ist {\displaystyle M} oder {\displaystyle N} der euklidische Raum, so kann man dort auf die Karte verzichten.
Insbesondere gilt:
Eine Funktion {\displaystyle f\colon M\to \mathbb {R} } ist genau dann {\displaystyle r}-mal stetig differenzierbar, wenn das für ihre Kartendarstellungen {\displaystyle f\circ \phi ^{-1}\colon \phi (U)\to \mathbb {R} }, bezüglich Karten {\displaystyle (U,\phi )} von {\displaystyle M} gilt.
Analog definiert man die komplexe Differenzierbarkeit für komplexwertige Funktionen auf komplexen Mannigfaltigkeiten und Abbildungen zwischen komplexen Mannigfaltigkeiten.
Für die Definition der Ableitung einer Abbildung {\displaystyle F} zwischen Mannigfaltigkeiten bzw. einer Funktion {\displaystyle f} auf einer Mannigfaltigkeit siehe Tangentialraum und Pushforward.

## Begriffserweiterungen
Folgende Konzepte sind Verallgemeinerungen der Differenzierbarkeit:
- schwache Ableitungen
- Differenzierbarkeit im Sinne von Distributionen
- Radon-Nikodým-Ableitung
- Subgradient